# Etiopia na Letnich Igrzyskach Olimpijskich 2016
Etiopię na Letnich Igrzyskach Olimpijskich 2016, które odbyły się w Rio de Janeiro reprezentowało 38 zawodników – 18 mężczyzn i 20 kobiet.
Był to trzynasty start Etiopii na letnich igrzyskach olimpijskich.

## Zdobyte medale
| Medal  | Zawodnik        | Dyscyplina    | Konkurencja               | Rezultat | Data        |
| ------ | --------------- | ------------- | ------------------------- | -------- | ----------- |
| Złoto  | Almaz Ayana     | Lekkoatletyka | bieg na 10 000 m kobiet   | 29:17,45 | 12 sierpnia |
| Srebro | Genzebe Dibaba  | Lekkoatletyka | bieg na 1500 m kobiet     | 4:10,27  | 16 sierpnia |
| Srebro | Feyisa Lilesa   | Lekkoatletyka | maraton mężczyzn          | 2:09:54  | 21 sierpnia |
| Brąz   | Tirunesh Dibaba | Lekkoatletyka | bieg na 10 000 m kobiet   | 29:42,56 | 12 sierpnia |
| Brąz   | Tamirat Tola    | Lekkoatletyka | bieg na 10 000 m mężczyzn | 27:06,26 | 13 sierpnia |
| Brąz   | Mare Dibaba     | Lekkoatletyka | maraton kobiet            | 2:24:30  | 14 sierpnia |
| Brąz   | Almaz Ayana     | Lekkoatletyka | bieg na 5000 m kobiet     | 14:33,59 | 20 sierpnia |
| Brąz   | Hagos Gebrhiwet | Lekkoatletyka | bieg na 5000 m mężczyzn   | 13:04,35 | 20 sierpnia |

## Reprezentanci

### Kolarstwo

#### Kolarstwo szosowe
Mężczyźni
| Zawodnik     | Konkurencja                | Czas | Pozycja |
| ------------ | -------------------------- | ---- | ------- |
| Tsgabu Grmay | wyścig ze startu wspólnego | DNF  | –       |

### Lekkoatletyka
Mężczyźni
| Zawodnik             | Konkurencja           | Eliminacje | Eliminacje | Półfinał | Półfinał | Finał    | Finał   | Pozycja |
| Zawodnik             | Konkurencja           | Czas       | Pozycja    | Czas     | Pozycja  | Czas     | Pozycja | Pozycja |
| -------------------- | --------------------- | ---------- | ---------- | -------- | -------- | -------- | ------- | ------- |
| Mohammed Aman        | 800 m                 | 1:48,33    | 2. (Q)     | 1:46,14  | 8.       | NQ       | NQ      | 18.     |
| Mekonnen Gebremedhin | 1500 m                | 3:47,33    | 5. (Q)     | 3:40,69  | 6.       | NQ       | NQ      | 15.     |
| Dawit Wolde          | 1500 m                | 3:39,29    | 10. (q)    | 3:41,42  | 10.      | NQ       | NQ      | 20.     |
| Aman Wote            | 1500 m                | DNS        | DNS        | NQ       | NQ       | NQ       | NQ      | –       |
| Muktar Edris         | 5000 m                | 13:19,65   | 2. (Q)     | —        | —        | DSQ      | DSQ     | 16.     |
| Dejen Gebremeskel    | 5000 m                | 13:19,67   | 3. (Q)     | —        | —        | 13:15,91 | 12.     | 12.     |
| Hagos Gebrhiwet      | 5000 m                | 13:24,65   | 1. (Q)     | —        | —        | 13:04,35 | 3.      | brąz    |
| Yigrem Demelash      | 10 000 m              | —          | —          | —        | —        | 27:06,27 | 4.      | 4.      |
| Abadi Hadis          | 10 000 m              | —          | —          | —        | —        | 27:36,34 | 15.     | 15.     |
| Tamirat Tola         | 10 000 m              | —          | —          | —        | —        | 27:06,26 | 3.      | brąz    |
| Hailemariyam Amare   | 3000 m z przeszkodami | 8:35,01    | 8.         | —        | —        | NQ       | NQ      | 28.     |
| Chala Beyo           | 3000 m z przeszkodami | 8:32,06    | 7.         | —        | —        | NQ       | NQ      | 20.     |
| Tafese Seboka        | 3000 m z przeszkodami | DSQ        | DSQ        | —        | —        | NQ       | NQ      | –       |
| Tesfaye Abera        | maraton               | —          | —          | —        | —        | DNF      | DNF     | 28.     |
| Lemi Berhanu         | maraton               | —          | —          | —        | —        | 2:13:29  | 13.     | 13.     |
| Feyisa Lilesa        | maraton               | —          | —          | —        | —        | 2:09:54  | 2.      | srebro  |

Kobiety
| Zawodniczka       | Konkurencja           | Eliminacje | Eliminacje | Półfinał | Półfinał | Finał    | Finał   | Pozycja |
| Zawodniczka       | Konkurencja           | Czas       | Pozycja    | Czas     | Pozycja  | Czas     | Pozycja | Pozycja |
| ----------------- | --------------------- | ---------- | ---------- | -------- | -------- | -------- | ------- | ------- |
| Habitam Alemu     | 800 m                 | 1:58,99    | 3. (q)     | 2:00,07  | 6.       | NQ       | NQ      | 15.     |
| Tigst Assefa      | 800 m                 | 2:00,21    | 5.         | NQ       | NQ       | NQ       | NQ      | 27.     |
| Gudaf Tsegay      | 800 m                 | 2:00,13    | 4.         | NQ       | NQ       | NQ       | NQ      | 25.     |
| Genzebe Dibaba    | 1500 m                | 4:10,61    | 1. (Q)     | 4:03,06  | 1. (Q)   | 4:10,27  | 2.      | srebro  |
| Besu Sado         | 1500 m                | 4:08,11    | 6. (Q)     | 4:05,19  | 4. (Q)   | 4:13,58  | 9.      | 9.      |
| Dawit Seyaum      | 1500 m                | 4:05,33    | 1. (Q)     | 4:04,23  | 2. (Q)   | 4:13,14  | 8.      | 8.      |
| Almaz Ayana       | 5000 m                | 15:04,35   | 1. (Q)     | —        | —        | 14:33,59 | 3.      | brąz    |
| Senbere Teferi    | 5000 m                | 15:17,43   | 2. (Q)     | —        | —        | 14:43,75 | 5.      | 5.      |
| Ababel Yeshaneh   | 5000 m                | 15:24,38   | 8. (q)     | —        | —        | 15:18,26 | 14.     | 14.     |
| Almaz Ayana       | 10 000 m              | —          | —          | —        | —        | 29:17,45 | 1.      | złoto   |
| Gelete Burka      | 10 000 m              | —          | —          | —        | —        | 30:26,66 | 8.      | 8.      |
| Tirunesh Dibaba   | 10 000 m              | —          | —          | —        | —        | 29:42,56 | 3.      | brąz    |
| Sofia Assefa      | 3000 m z przeszkodami | 9:18,75    | 2. (Q)     | —        | —        | 9:17,15  | 5.      | 5.      |
| Hiwot Ayalew      | 3000 m z przeszkodami | 9:35,09    | 7.         | —        | —        | NQ       | NQ      | 28.     |
| Etenesh Diro      | 3000 m z przeszkodami | 9:34,70    | 7. (Q)     | —        | —        | 9:38,77  | 15.     | 15.     |
| Mare Dibaba       | maraton               | —          | —          | —        | —        | 2:24:30  | 3.      | brąz    |
| Tirfi Tsegaye     | maraton               | —          | —          | —        | —        | 2:24:47  | 4.      | 4.      |
| Tigist Tufa       | maraton               | —          | —          | —        | —        | DNF      | DNF     | –       |
| Yehualeye Beletew | chód na 20 km         | —          | —          | —        | —        | DSQ      | DSQ     | –       |
| Askale Tiksa      | chód na 20 km         | —          | —          | —        | —        | 1:44:15  | 61.     | 61.     |

### Pływanie
Mężczyźni
| Zawodnik          | Konkurencja           | Eliminacje | Eliminacje | Półfinał | Półfinał | Finał | Finał   | Pozycja |
| Zawodnik          | Konkurencja           | Czas       | Pozycja    | Czas     | Pozycja  | Czas  | Pozycja | Pozycja |
| ----------------- | --------------------- | ---------- | ---------- | -------- | -------- | ----- | ------- | ------- |
| Robel Kiros Habte | 100 m stylem dowolnym | 1:04,95    | 59.        | NQ       | NQ       | NQ    | NQ      | 59.     |

Kobiety
| Zawodniczka               | Konkurencja          | Eliminacje | Eliminacje | Półfinał | Półfinał | Finał | Finał   | Pozycja |
| Zawodniczka               | Konkurencja          | Czas       | Pozycja    | Czas     | Pozycja  | Czas  | Pozycja | Pozycja |
| ------------------------- | -------------------- | ---------- | ---------- | -------- | -------- | ----- | ------- | ------- |
| Rahel Fseha Gebresilassie | 50 m stylem dowolnym | 32,51      | 75.        | NQ       | NQ       | NQ    | NQ      | 75.     |